# (20635) 1999 TV96
1999 تي في 96 (ويعرف أيضًا باسم (20635) 1999 تي في 96 وفق تسمية الكوكب الصغير) (بالإنجليزية: 1999 TV96)‏ هو كويكب ضمن حزام الكويكبات؛ وترتيبه 20635 من حيث الاكتشاف.
اكتُشف هذا الجُرم الفلكي بواسطة بحث لنكولن عن الكويكبات القريبة من الأرض في 2 أكتوبر 1999.

## وصلات خارجية
- (20635) 1999 TV96 في قاعدة بيانات مختبر الدفع النفاث لأجرام النظام الشمسي الصغيرة

- الاكتشاف · مخطط المدار ·  العناصر المدارية · المعلمات المادية

- (20635) 1999 TV96 على موقع ويكي سكاي: DSS2, SDSS, GALEX, IRAS, Hydrogen α, X-Ray, Astrophoto, Sky Map, Articles and images